# A Simple Twist of Fate (ER)
A Simple Twist of Fate is de veertiende aflevering van het achtste seizoen van de televisieserie ER, die voor het eerst werd uitgezonden op 7 februari 2002.

## Verhaal
Dr. Corday neemt drastische maatregelen nadat haar dochter Ella bijna overleed aan een drugsoverdosis, dit omdat zij XTC tabletten van Rachel had ingeslikt. Zij neemt dit ook haar man, dr. Greene, kwalijk omdat hij Rachel in hun gezin liet wonen. 
Dr. Greene merkt een verslechtering op in zijn gezondheid en vreest dat zijn hersentumor weer terug is.
Lockhart helpt nog steeds haar buurvrouw tegen haar agressieve echtgenoot, hier betaalt zij wel een hoge prijs voor. Zij wordt geconfronteerd met de echtgenoot die haar flink mishandelt. Dr. Kovac komt hierachter en spoort de echtgenoot op en dreigt hem te vermoorden. 
De moeder van dr. Carter merkt dat het emotioneel zwaar is om te zorgen voor een leukemiepatiënt en wil hem verlaten, dit tot woede van dr. Carter.
De SEH is zwaar onderbezet nadat een deel van het personeel naar huis gaat met voedselvergiftiging. Dit stelt de capaciteiten van dr. Lewis op de proef, nu zij ook bij het management hoort.

## Rolverdeling

### Hoofdrollen
- Anthony Edwards - Dr. Mark Greene
- Hallee Hirsh - Rachel Greene
- Noah Wyle - Dr. John Carter
- Mary McDonnell - Eleanor Carter
- Laura Innes - Dr. Kerry Weaver
- Alex Kingston - Dr. Elizabeth Corday
- Goran Višnjić - Dr. Luka Kovac
- Sherry Stringfield - Dr. Susan Lewis
- Ming-Na - Dr. Jing-Mei Chen
- David Brisbin - Dr. Alexander Babcock
- Maura Tierney - verpleegster Abby Lockhart
- Conni Marie Brazelton - verpleegster Connie Oligario
- Ellen Crawford - verpleegster Lydia Wright
- Deezer D - verpleger Malik McGrath
- Gedde Watanabe - verpleger Yosh Takata
- Bellina Logan - verpleegster Kit
- Lily Mariye - verpleegster Lily Jarvik
- Montae Russell - ambulancemedewerker Dwight Zadro
- Emily Wagner - ambulancemedewerker Doris Pickman
- Lyn Alicia Henderson - ambulancemedewerker Pamela Olbes
- Sharif Atkins - Michael Gallant
- Troy Evans - Frank Martin
- Abraham Benrubi - Jerry Markovic
- Demetrius Navarro - Morales

### Gastrollen (selectie)
- Debbie Lee Carrington - Ginger Jones
- Ruth Williamson - verpleegster inschrijfbalie
- Gene Wolande - Henry
- Colton James - Mickey
- Devon Alan - Kyle McCormick
- Amy Bruckner - Ariel
- Mark Chaet - Tim
- Kathleen M. Darcy - Judy
- Christina Hendricks - Joyce Westlake
- Matthew Settle - Brian Westlake